# Dharanindravarman II.
Dharanindravarman II. war zwischen 1150 und 1160 König des Khmer-Reiches von Phanom Rung, Provinz Buriram, Thailand. Er gehörte zur Madharapura-Dynastie, die zwischen 802 und 1219 regierte und ihrem regionalen Reich eine beträchtliche Unabhängigkeit von Angkor sichern konnte. Sein Vater war König Hiranyavarman.
Sein Sohn und Thronfolger Jayavarman VII. ist bekannt als einer der ehrgeizigsten Erbauer von Tempelkomplexen und Statuen in Angkor.